# Pina Bausch

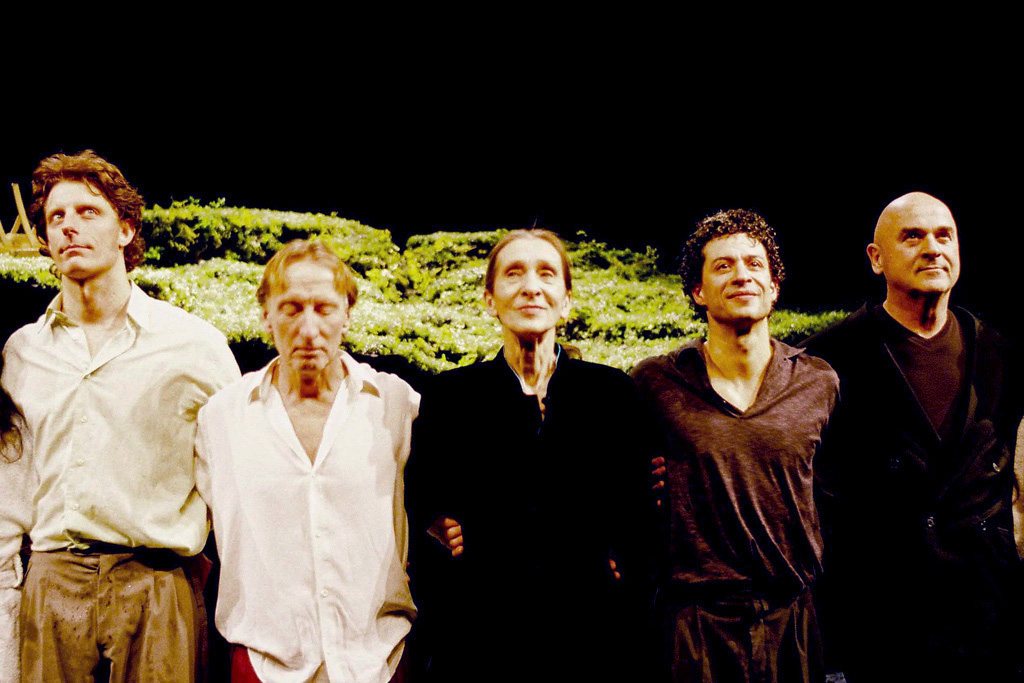
Pina Bausch (Mitte), 30. Januar 2009
(v. l. n. r.) Pascal Merighi, Dominique Mercy, Pina Bausch, Fernando Suels Mendoza, Peter Pabst

Pina Bausch, eigentlich Philippine Bausch, (* 27. Juli 1940 in Solingen; † 30. Juni 2009 in Wuppertal) war eine deutsche Tänzerin, Choreografin, Tanzpädagogin und Ballettdirektorin des nach ihr benannten Tanztheaters in Wuppertal. In den 1970er-Jahren wurde Pina Bausch mit ihrer Entwicklung des Tanztheaters zu einer Kultfigur der internationalen Tanzszene. Sie galt in der Fachwelt als die bedeutendste Choreografin ihrer Zeit.

## Leben und Wirken

### Herkunft und Familie
Philippine Bausch wurde als drittes Kind des Gastronomen-Ehepaars Anita und August Bausch 1940 in Solingen geboren. Die Eltern betrieben eine Gastwirtschaft mit Hotelbetrieb in Solingen-Gräfrath an der Focher Straße (Central). Bausch wurde dort geboren. Für ihre Eltern war „Pina“ der gebräuchliche Rufname. Sie half in ihrer Kindheit genauso wie ihre Geschwister in der Hotelgaststätte ihrer Eltern mit. Die Beobachtungen und Erfahrungen aus dieser Zeit fanden später Eingang in ihre Stücke. Nach Angaben von Wim Wenders beeinflusste die Zeit im Nachkriegs-Solingen das spätere künstlerische Wirken von Pina Bausch.
Von 1970 bis zu dessen Tod im Januar 1980 lebte Pina Bausch mit Rolf Borzik (1944–1980) zusammen. Die beiden hatten sich während ihres Studiums an der Folkwang-Hochschule kennengelernt. Seit Bausch ab 1973 die Leitung des Wuppertaler Tanztheaters innehatte, entwarf Borzik die Bühnen- und Kostümbilder für ihre Stücke. In den sieben Jahren ihrer Zusammenarbeit wurde Borzik zu einem „vielseitigen Arbeitspartner“, der die Stücke „von innen her“ mitdachte. Borzik starb 1980 im Alter von nur 35 Jahren an Leukämie.
Sechs Monate nach Borziks Tod lernte Bausch auf einer Tour in Santiago de Chile im Juli 1980 Ronald Kay kennen, einen chilenischen Dichter und Professor für Ästhetik und Literatur an der Universidad de Chile. Mit ihm bekam Bausch 1981 den Sohn Rolf-Salomon, benannt nach Borzik.
Um Pina Bauschs künstlerischen Nachlass zu pflegen und zu verwalten, riefen Ronald Kay und Rolf-Salomon Bausch nach dem Tod der Künstlerin die Pina-Bausch-Stiftung ins Leben.

### Ausbildung
Schon als Kind nahm Pina Bausch Ballettunterricht und trat in Kinderstücken und Operetten auf. Mit 14 Jahren begann sie 1955 ein Tanzstudium bei dem innovativen Choreografen Kurt Jooss an der Essener Folkwangschule. 1958 schloss sie ihr Studium in Bühnentanz und Tanzpädagogik mit dem erstmals ausgelobten Folkwang-Leistungspreis ab. Die Ausbildung mehrerer künstlerischer Berufe unter damals noch einem gemeinsamen Dach förderte ihre Bereitschaft, später immer mehr Genres in ihre Stücke zu integrieren, wie sie in einem Film-Interview sagte.
Dank des Preises erhielt sie ein Stipendium des DAAD und konnte von 1959 bis 1962 in den USA als „Special Student“ an der Juilliard School unter der Leitung von Martha Hill in New York studieren. Bei Choreografen wie Louis Horst, José Limón und Antony Tudor lernte sie den amerikanischen Modern Dance kennen. In dieser Zeit tanzte sie in der Tanzkompanie von Paul Sanasardo und Donya Feuer wie auch für das „New American Ballet“. 1961 erhielt sie ein Engagement an der Metropolitan Opera in New York.

### Künstlerische Stationen

#### Solistin im „Folkwang-Ballett“ von Kurt Jooss (1962–1968)
Nach ihrem dreijährigen Aufenthalt in den USA kehrte Pina Bausch 1962 auf Einladung von Kurt Jooss nach Deutschland zurück. Nun tanzte sie in dem von ihm neu gegründeten „Folkwang-Ballett“ als Solistin und assistierte zunehmend auch Jooss bei der Entwicklung seiner Stücke. Mit dem Ballett war sie in den nachfolgenden Jahren weltweit auf Tour.
1962, 1964 und 1968 war sie als Tänzerin bei den Schwetzinger Festspielen in Baden-Württemberg zu sehen. Im Jahr 1967 arbeitete sie mit dem Tänzer und Choreografen Jean Cébron beim „Festival of the Two Worlds Spoleto“ in Charleston, USA zusammen. 1968 tanzte sie beim „Jacob’s Pillow Dance Festival“ in Massachusetts und bei den Salzburger Festspielen.
Ab 1968 erarbeitete Pina Bausch zunehmend eigene Stücke. Impulsgebend war anfangs ein „gewisses Unbehagen an den tänzerisch-thematischen Möglichkeiten“ als Solistin im Folkwang-Ballett. Ihre erste Choreografie trägt den Namen Fragment (1968), ein Stück für das Ensemble des Folkwang-Balletts zu Musik von Béla Bartók. Darauf folgt im selben Jahr Wind der Zeit (Musik von Mirko Dorner), womit sie beim Kölner Choreografen-Wettbewerb ein Jahr später den ersten Preis gewann.

#### Leitung des Folkwang-Studios und Dozentur in Essen (1969–1973)
1969 übernahm Pina Bausch die Nachfolge von Kurt Jooss als künstlerische Leiterin des „Folkwang-Studios“, das aus dem „Folkwang-Ballett“ hervorgegangen war. Zudem begann sie, als Dozentin an der Folkwang Hochschule in Essen-Werden zu lehren. Im Jahr 1969 war sie außerdem in The Fairy Queen zu sehen, eine von Kurt Jooss bearbeitete Version der Purcell-Oper.
In den darauf folgenden Jahren erarbeitete Pina Bausch weitere Stücke. Mit Nachnull (1970, Musik: Ivo Malec) entfernte sie sich erstmals von der Tradition des Modern Dance. Im Jahr 1970 wurde sie vom Rotterdam Danscentrum als Gastchoreografin eingeladen. Darüber hinaus gab sie Unterricht in Modernem Tanz bei den „Frankfurter Sommerkursen“ in Frankfurt am Main.
Es folgten erste Auftragsarbeiten für die Wuppertaler Bühnen, darunter Aktionen für Tänzer (1971) und Tannhäuser-Bacchanal (1972), welches ein „großer Erfolg“ wurde. Ebenso im Jahr 1972 entstand ihre Choreografie Wiegenlied. Im selben Jahr war Pina Bausch auch für die „Dance Company Paul Sanasardo“ (New York) tätig.

#### Ballettdirektorin an den Wuppertaler Bühnen
Trotz ihrer Bedenken konnte Arno Wüstenhöfer, der Intendant der Wuppertaler Bühnen, Pina Bausch mit Beginn der Spielzeit 1973/1974 als Leiterin der Ballettsparte gewinnen. Er billigte ihr künstlerische Autonomie zu, entsprechend wurde das Wuppertaler Ballett auf ihren Wunsch hin in Tanztheater Wuppertal umbenannt.
Die erste Arbeit, die sie als neue künstlerische Leiterin in Wuppertal kreierte, hieß Fritz. Tanzabend von Pina Bausch (1974, Musik: Gustav Mahler). In der Kritik war von einer „halbstündigen Ekligkeit“ und „verquältem Psychologisieren“ zu lesen.
Im Gegensatz dazu wurde die darauf folgende Tanzoper Iphigenie auf Tauris (1974, Musik: Christoph Willibald Gluck) zu einem großen Erfolg. Die Presse sprach von einem „der wichtigsten deutschen Ballettereignisse der Saison“.
Im selben Jahr entstanden zwei weitere Arbeiten, die im Dezember 1974 gemeinsam Uraufführung feierten: Adagio – Fünf Lieder von Gustav Mahler, basierend auf Mahlers Kindertotenliedern nach Gedichten von Friedrich Rückert und Ich bring dich um die Ecke, ein Schlagerballett.

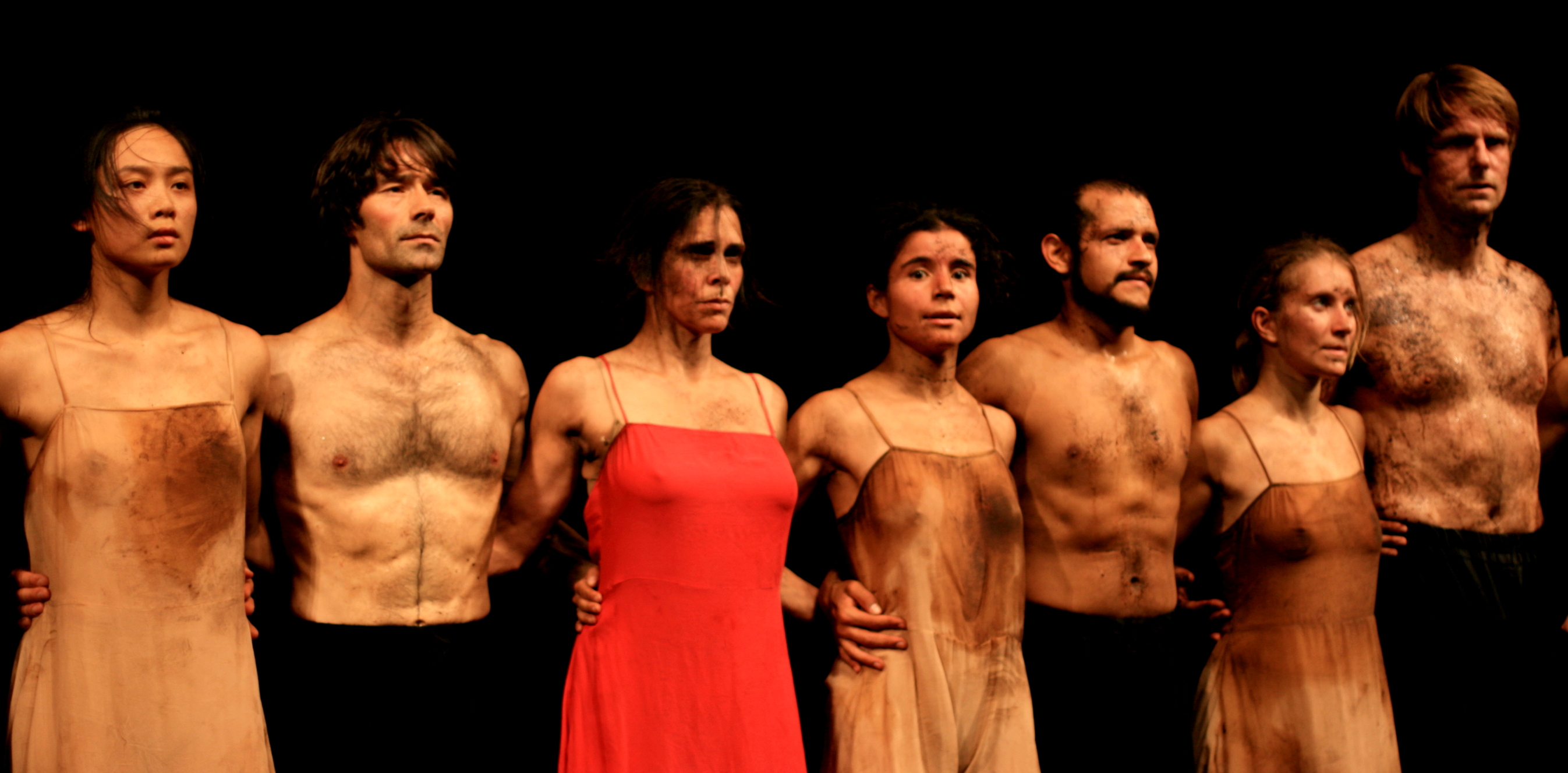
Aufführung von Le Sacre du Printemps

1975 entwickelte Bausch eine auf den Modern Dance begründete Variante von Orpheus und Eurydike (Musik: Christoph W. Gluck), seit 2005 im Repertoire der Pariser Oper, sowie Frühlingsopfer – ein Tanzabend in drei Teilen mit den Ballettmusiken von Igor Strawinsky. Den letzten Teil Le sacre du printemps führte das Tanztheater Wuppertal später auch eigenständig auf.
Bei all diesen in den frühen siebziger Jahren entstanden Stücken bediente sich Pina Bausch musikalischer Vorlagen, die sie im Rahmen der Choreografie-Entwicklung mehr oder weniger stark bearbeitete. Sie verwandelte die „formale Stringenz und expressive Wucht“ der ausgewählten Musikwerke in „ein dem modern dance verwandtes Bewegungsspektrum“. Diese Arbeiten deuten bereits eine ganz eigene Bewegungssprache an. Die geschlossene Form und Dramaturgie der Stücke stimmten indessen mit damaligen Konventionen der Bühnenproduktion überein. In der Entwicklung weiterer Arbeiten wandte sich Pina Bausch schließlich von der Inszenierung mit herkömmlichen Mitteln ab.

#### Herausbildung von Pina Bauschs Tanztheater
Mit einem Brecht-Weill-Abend im Jahre 1976 (Die sieben Todsünden) erprobte Pina Bausch neue Formen der Tanzkunst. Die literarisch-musikalische Vorlage bearbeitete sie stark und entwickelte eine Collage einzelner Szenen, die Brechts Texte in loser Folge gesprochen, gesungen und getanzt auf die Bühne brachte. Im darauffolgenden Jahr entstand Blaubart beim Anhören einer Tonbandaufnahme von Béla Bartóks Herzog Blaubarts Burg (1977), das erneut von harscher öffentlicher Kritik begleitet wurde. Ebenfalls 1977 produzierte Bausch Komm tanz mit mir (1977) und Renate wandert aus (1977).
Erst Anfang der achtziger Jahre wich die teils scharfe Kritik an Bauschs Arbeiten ersten Zeichen der öffentlichen Wertschätzung, vor allem in Bezug auf die gesellschaftskritische Bedeutung ihrer Stücke. Während die deutsche Theater- und Opernlandschaft Ende der sechziger Jahre/Anfang der siebziger Jahre noch vom klassischen Tanz und einer streng hierarchischen Arbeitsweise dominiert wurde, waren es Choreografen wie Gerhard Bohner (1936–1992), Johann Kresnik (1939–2019), Susanne Linke (* 1944), Reinhild Hoffmann (* 1943) und Pina Bausch, die mit den Konventionen brachen und das Tanztheater nach und nach als neues Genre im Kunstbetrieb etablierten. Die Beschäftigung mit alltagsnahen Themen im gesellschaftlichen Kontext ist dabei eines der zentralen Merkmale.
1980 wurde Bausch mit Arien erstmals zum Berliner Theatertreffen eingeladen. Im Jahr darauf folgte die zweite Einladung mit Bandoneon, 1985 die dritte Einladung mit Auf dem Gebirge hat man ein Geschrei gehört. Diese renommierten Auszeichnungen zeugen davon, dass Bauschs Tanztheater in den achtziger Jahren seine Stellung als anerkannte Bühnenform innerhalb der deutschen Theaterlandschaft gefunden hatte. Und auch im Ausland wurde sie mit ihrem Ensemble zunehmend erfolgreicher. Während dieser Zeit um 1985, als Bausch auch die Künstlerische Leitung des Studienbereichs Tanz an der Folkwang Hochschule antrat, galt ihre Kompanie als „wichtigster Vertreter des bundesdeutschen Balletts im Ausland“. 1983 wurde sie mit Nelken zum Festival von Avignon eingeladen, eines der größten Theaterfestivals weltweit. Ein Jahr später, 1984, erhielt Pina Bausch den Deutschen Kritikerpreis für „die Entwicklung neuer ästhetischer Maßstäbe, die weit über die deutsche Tanzszene hinausreichen“.

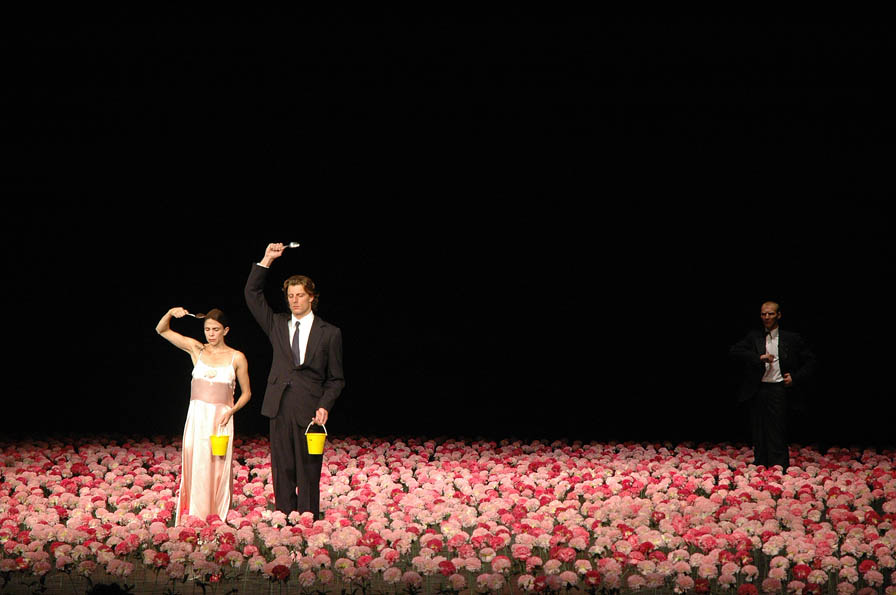
Szene aus Nelken (1982)

Pina Bausch und ihr Ensemble entfalteten eine Reisetätigkeit auf vier Kontinenten, die sich bis zum Jahr 1998 auf 105 Städte in 38 Ländern erstreckte. Im Jahr 2006 waren es rund 300 Gastspiele in über 40 Ländern seit 1977. Zwei bis drei Monate im Jahr war das Wuppertaler Tanztheater unterwegs, vor allem mit Hilfe der Goethe-Institute. Am häufigsten trat das Ensemble in Frankreich auf, gefolgt von Italien und den USA an dritter und Japan an vierter Stelle.
Bei längeren Aufenthalten ließ sich Pina Bausch von ihrer Umgebung inspirieren und entwickelte dort neue Tanzstücke in Zusammenarbeit mit den örtlichen Tanzfachleuten. So entstanden die Stücke Nur Du in Los Angeles, Der Fensterputzer in Hong Kong, Masurca Fogo in Portugal, Wiesenland in Budapest, Água in Brasilien, Nefés in Istanbul, Ten Chi in Japan und 2007 der Bamboo Blues in Indien. Da die Mitglieder ihrer Tanzkompagnie aus vielen Ländern kamen, waren die Tourneen auch ein Zugeständnis an das Fernweh ihrer Tänzer. Andererseits verdankte sich die Sesshaftigkeit von Pina Bausch in der nordrhein-westfälischen Industriestadt ihren regelmäßigen Reisen. Auch in den internationalen Metropolen wiederholten sich, wie in Wuppertal, die anfängliche Abwehr und Ablehnung gegenüber ihren Aufführungen. Doch bei den folgenden Auftritten bildete sich dort jeweils ein treues Stammpublikum, das alle ihre Aufführungen enthusiastisch erwartete.
Im Oktober 1998 feierte die Prinzipalin das 25-jährige Bühnenjubiläum ihres Ensembles mit einer Retrospektive ihrer erfolgreichen Stücke. In einem großen, mehrwöchigen Tanzfest mit 428 Künstlern aus 31 Ländern wurde Pina Bausch als „Königin“ der internationalen Tanzkunstszene geehrt.
Anlässlich des 30. Bühnenjubiläums des Tanztheaters Wuppertal im Herbst 2004 wurden neben ihren Stücken auch die Choreographien von Sasha Waltz, Akram Khan, Sidi Larbi Cherkaoui oder Anne Teresa De Keersmaeker gezeigt.

### Tod
Pina Bausch starb am 30. Juni 2009, knapp einen Monat vor ihrem 69. Geburtstag, fünf Tage, nachdem die Diagnose Lungenkrebs gestellt worden war, und achtzehn Tage nach der Uraufführung ihres letzten Stückes im Wuppertaler Opernhaus. Sie wurde auf dem evangelisch-reformierten Waldfriedhof in Elberfeld-Varresbeck beerdigt. Am 4. September 2009 verabschiedeten sich mit einer Trauerfeier im Wuppertaler Opernhaus das Ensemble, Künstlerkollegen, Freunde, Zuschauer und Politiker von Pina Bausch. Wim Wenders würdigte in einer Ansprache das Leben und Werk der Künstlerin, das Tanztheater zeigte eine Auswahl aus ihren Werken. Die Trauerfeier wurde auf eine Filmleinwand im Engelsgarten gegenüber der Wuppertaler Oper übertragen.

## Bedeutung
Die Bedeutung von Pina Bauschs Werk beschränkt sich nicht auf eine Erweiterung des Tanzes mit anderen Genres und Medien oder den Verzicht auf eine bestimmte Form, vielmehr gewinnt ihr Werk erst durch seine Menschlichkeit an künstlerischer Größe. Das Mitfühlen und Mitgefühl war die wichtigste Motivation zu ihrem Lebenswerk. In einem ihrer seltenen Interviews äußerte sie einmal: „Es ging und geht mir immer nur darum: Wie kann ich ausdrücken, was ich fühle?“ Durch ihren Respekt und ihr bedingungsloses Vertrauen zu ihren Tänzern konnte das Ensemble auch seine intimen Empfindungen entdecken und äußern. Der Tanzexperte und Pina-Bausch-Biograph Jochen Schmidt hob diese Dimension in seinem Nachruf hervor: „Schon am Ende der siebziger Jahre stand der Name Pina Bausch für ein Theater der befreiten Körper und des befreiten Geistes, für ein Tanztheater der Humanität, das auf der Suche war nach Liebe, Zärtlichkeit und Vertrauen zwischen den Partnern – und nach einer tänzerischen Sprache, die in der Lage sein würde, jene Kommunikation zwischen den Menschen zu ermöglichen, zu denen die bekannten Sprachen nicht mehr fähig waren.“
Pina Bausch sah ihre Werke nie als abgeschlossen an und war daher immer auf der Suche nach Verbesserungen, um etwa eine Geste oder eine Szene noch wahrhaftiger und stimmiger darstellen zu können. Die Prozesshaftigkeit und Offenheit ihrer Arbeitsweise war die Folge dieser Wahrheitssuche, ihrer Suche nach dem authentischen Ausdruck. Zu diesem Zweck nahm sie an jeder Aufführung teil und besprach sie am nächsten Tag mit ihrem Ensemble. Der Wuppertaler Intendant Gerd Leo Kuck bezeichnete diese intensive Arbeitsweise als „ganz einmalig“. Nach Meinung von Jochen Schmidt ist der Arbeitsstil von Pina Bausch am ehesten noch vergleichbar mit dem des taiwanischen Choreographen Lin Hwai-min, dem Gründer des Cloud Gate Dance Theatre, da auch er sein Ensemble ausführlich befragt, eine große Offenheit gegenüber Neuem hat und sich für sein Ensemble einsetzt.

## Stil
Die ersten eigenen Choreografien Pina Bauschs waren noch stark dem Modern Dance verpflichtet. Ab den Sieben Todsünden (1976) und vor allem ab Blaubart änderte sich ihr Stil dann merklich und wurde zu dem, was später ihr Markenzeichen darstellen sollte: Gesang, Pantomime, Sprache und Alltagsgesten erhielten in bedeutsamer Weise Anteil am Bühnengeschehen. In ihren eigenen Worten: „Mich interessiert nicht so sehr, wie sich Menschen bewegen, als was sie bewegt.“
Pina Bausch verband erstmals den Tanz mit den Genres Gesang, Pantomime, Artistik, Schauspiel zu einer neuen Kunstgattung. Viele Fachleute halten erst diese neue Kunstform für den Beginn des Tanztheaters.
Die herkömmliche Handlungsstruktur löste sie in einzelne Szenen auf und verknüpfte sie mittels Collage und Montage in thematische Zusammenhänge. Der Ausgangspunkt ihrer Stücke war die einzelne Geste, das Darstellen und Äußern eines bestimmten Gefühls. Diese innere Bewegung wurde von Pina Bausch erfragt und von den Tänzern mit einer erinnerten Handlung beantwortet. Unbeschwertheit und Ausgelassenheit kontrastierte sie mit dramatischen Szenen und rührte so an die letzten Fragen des Menschseins, was das Publikum häufig in intensiver Weise miterlebte. Viele ihrer Stücke wurden daher als außerordentlich radikal und bewegend zugleich erfahren.

### Frageform
Berühmt wurde ihre Art, die Stücke vorzubereiten. Im Laufe der Zeit ging Pina Bausch dazu über, ihren Tänzern Fragen und Aufgaben zu unterschiedlichen Themen und Situationen zu stellen, die ihrer Intuition nach zum jeweiligen Stück gehören konnten: „Mach mal etwas ganz Kleines. Etwas abbrechen, was ist dann? Etwas Gefährliches mit einem niedlichen Gegenstand tun. Eine Geste, die etwas mit Hilflosigkeit zu tun hat.“ In einem Porträt, das Alice Schwarzer erstellt hatte, beschreibt Bausch ihre Form der Fragen: „Ich stelle Fragen. Hier in der Gruppe. Und ab und zu treffe ich etwas, was mit dem zu tun hat, was ich suche. […] Ich frage selten etwas direkt. Ich frage immer nur um Ecken rum. Denn wenn die Fragen plump sind, können die Antworten auch nur plump sein.“
Aus den entstehenden Improvisationen suchte Bausch das Material aus, das für sie etwas noch nie Gesehenes darstellte, und versuchte dann, dies in das entstehende Stück einzubauen. Alle Antworten oder Reaktionen, die sie erhielt, notierte sie – ohne Wertung und ohne Kommentar. Auf diese Weise entstand eine riesige Materialsammlung, aus der am Ende über 90 % wieder aussortiert wurden.

### Inszenierung
Pina Bauschs Stücke waren Collagen und Montagen, Bilderfolgen an der Grenze zwischen Realität und Traum, mit vielen Parallelhandlungen, die gleichzeitig auf der Bühne ausgeführt wurden. Auch die Wiederholung einer Handlung war bei ihr ein wichtiges Stilmittel, so forderte beispielsweise das mehrfache Wiederholen der immergleichen Szene (wodurch gerade die Abweichungen besonders betont werden) in Blaubart vom Zuschauer eine ausgesprochene psychische Belastbarkeit und die Fähigkeit, Nuancen wahrzunehmen.
Die revueartigen Stücke folgten einer inneren Logik, einem Bewusstseinsstrom und nicht einer äußerlich zusammenhängenden Geschichte. Pina Bausch arbeitete äußerst akribisch und sagte von sich: „Meine Stücke wachsen nicht von vorne nach hinten, sondern von innen nach außen.“ Dies führte dazu, dass die Szenenfolge manchmal bei der Generalprobe noch nicht ganz feststand. Die letzte Entscheidung traf Pina Bausch dann oft sehr spät.

### Ensemble

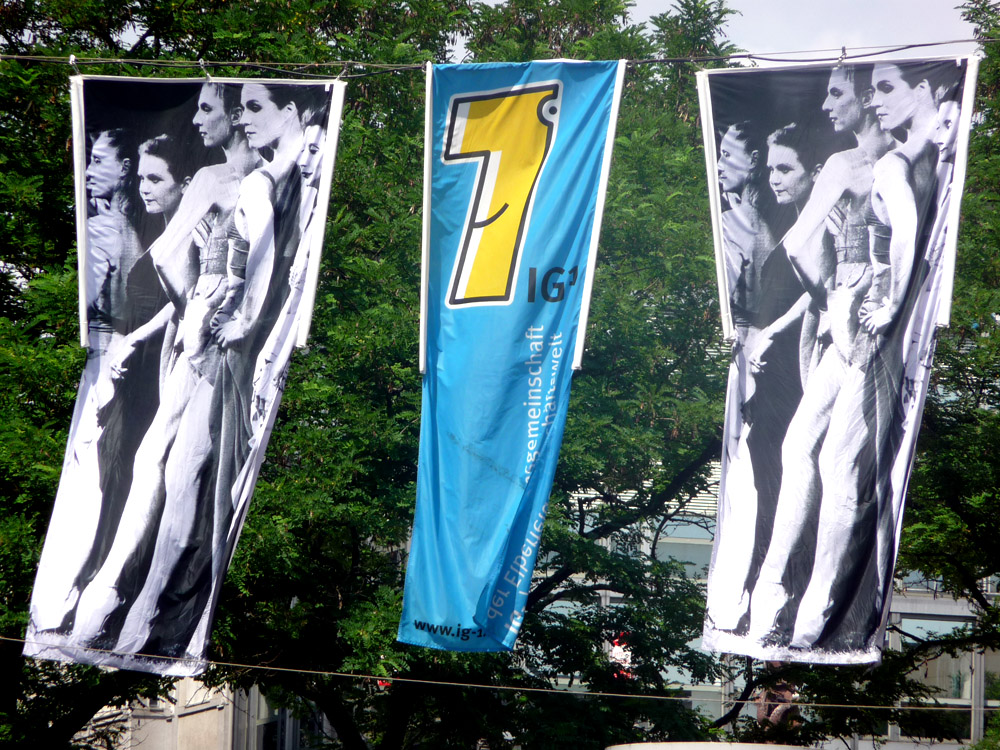
Szenenbild auf Fahnen in Wuppertal

Für diese Vorgehensweise benötigte sie Tänzer, die nicht einer idealen Körpernorm entsprachen und auch nicht das klassische Tanzideal verkörperten oder verlangten. Diese mussten vielmehr einem Schönheitsideal absprechen, einer idealen Unverwundbarkeit, und bereit sein, sich als die Menschen und Typen, die sie sind, auf die Bühne zu stellen, Sprache zu verwenden, Mimik zu zeigen und auch Schwäche zu demonstrieren. In einem Alter, in dem klassische Tänzer nicht mehr auf der Bühne gefragt sind, tanzten Pina Bauschs Ensemblemitglieder immer noch.
Pina Bausch äußerte einmal, dass sie nicht so interessiert sei an Tänzern, die alles sofort „ganz toll“ machen. Sie bevorzuge solche, die sich selbst vielleicht noch nicht so ganz kennen, denen sie vielleicht auch helfen könne, etwas Neues zu entdecken (Schulze-Reuber, 2005). Dies erforderte ein sehr enges, offenes und vertrauensvolles Verhältnis zu den Tänzern ihres Ensembles, von denen einige, wie Dominique Mercy, Jan Minařík, Jo Ann Endicott, Lutz Förster, Felix Ruckert, Helena Pikon und Ruth Amarante, fast seit Beginn ihrer Laufbahn über viele Jahre hinweg mit ihr zusammenarbeiteten.

### Musik
Auch ihre Musikauswahl war eklektisch: Werke von Gershwin fanden genauso Verwendung wie solche von Purcell, Gluck, Tango, alte Schlager oder Kinderlieder – was der jeweiligen Szene diente, ihre Stimmung unterstrich oder, indem sie diese unterlief, eine Bedeutungsebene hinzufügte.

### Bühnenbild
Ebenso wichtig war das Bühnenbild: Da der visuelle Eindruck dieser Art von Theater nicht nur von der Art der Bewegung abhängt, musste das Bühnenbild das Nach-außen-Bringen des inneren Zustands unterstreichen, dem Zuschauer Zustände und Gefühle vermitteln und dem Ensemble den Raum bieten, in dem sich die psychologische Handlung entfalten konnte. Pina Bauschs erster Bühnenbildner Rolf Borzik setzte bis zu seinem Tod im Januar 1980 mit seinen Bühnenräumen Maßstäbe für ihre Aufführungen. Besonders auffällig war die Verwendung von natürlichen Materialien wie Wasser, Erde, Rasen, Zweige, Nelken, Torf oder trockene Blätter, mit denen der Tanzboden bedeckt war. Die Bühnenbildbestandteile wurden immer zuletzt installiert, um die Ideenfindungsprozesse der Tänzer nicht zu beeinflussen.

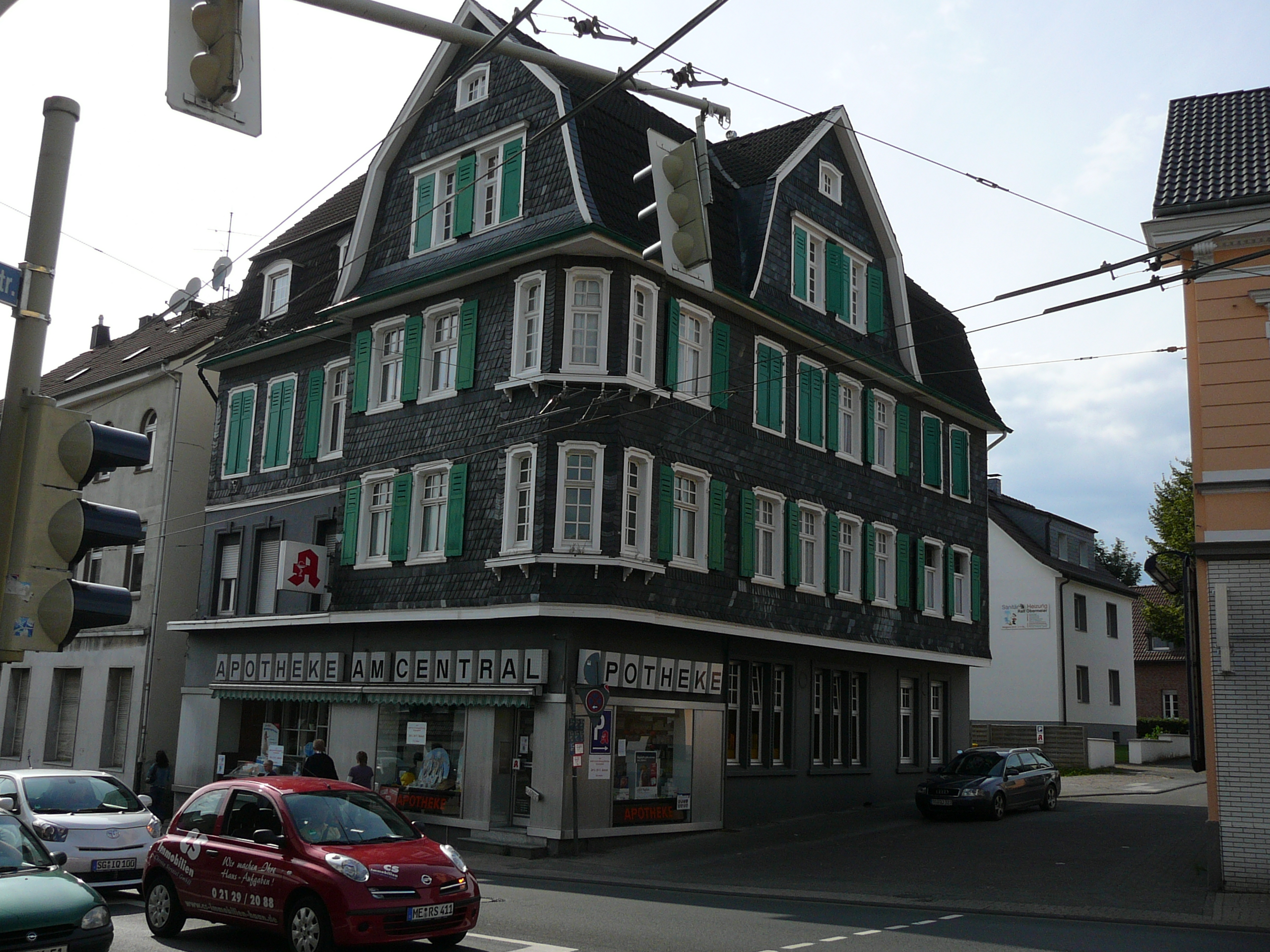
Das ehemalige Café Müller in Solingen, in dessen Umgebung Pina Bausch aufwuchs. 1978 entwarf sie ihr gleichnamiges Stück. Heute befindet sich hier eine Apotheke.

### Inhalte
Pina Bauschs Stücke handelten von sehr persönlichen und gleichzeitig universellen Themen, von Ängsten, Terror, Tod, Verlassenwerden, Liebe und Sehnsucht und dem Verhältnis zwischen den Geschlechtern. Kinderspiele wurden vorgeführt, Männer trugen Frauenkleider, aus Zärtlichkeiten wurde Gewalt und umgekehrt. Menschen prostituierten sich voreinander, um ein Gegenüber zu finden. Immer waren die gefundenen Bilder so ungewöhnlich wie möglich. Die Masken und Verhaltensweisen, die ein Mensch in der Gesellschaft zeigt, wurden grotesk aufs Korn genommen.
Arien zeigt die unglückliche Liebesgeschichte zwischen einer Frau und einem Nilpferd. In Café Müller (1978) stolpern die Tänzer auf der Bühne um Tische und Stühle, oft mit geschlossenen Augen.
Das ausgeprägte Ringen mit der kalten Realität und die Hoffnungslosigkeit, die ihre frühen Stücke auszeichneten, wichen im Lauf der Zeit nach Ansicht der Kritiker einer größeren Lebenslust.

### Reaktionen des Publikums
Die Reaktionen auf Pina Bauschs Tanztheater waren in den ersten Jahren gespalten. Einerseits bildete sich schnell eine feste Gruppe von Bewunderern am Wuppertaler Theater. Andererseits formierte sich bei den Traditionalisten erbitterter Widerstand, der von Buhrufen im Theater über tätliche Angriffe wie Anspucken bis zu nächtlichem Telefonterror reichte. Pina Bausch sprach später von einem Missverständnis, da es ihr nie um Provokation ging, sondern um Ehrlichkeit und Wahrheit.
Pina Bausch setzte ihre choreografische Arbeit unbeirrt fort und erlangte mit einer durchgängig hohen Qualität und ihrem Mut zum künstlerischen Risiko bis Anfang der 1980er Jahre Weltruhm. Das deutsche Tanztheater wurde ein äußerst erfolgreicher deutscher „Kulturexportartikel“ und wirkte sich weltweit auf das choreografische Schaffen aus.

## Pina-Bausch-Stiftung
2009 wurde in Wuppertal die Pina-Bausch-Stiftung gegründet, die das künstlerische Vermächtnis von Pina Bausch bewahren soll. Stiftungsgründer und -vorstände sind Pina Bauschs letzter Lebensgefährte Ronald Kay und ihr gemeinsamer Sohn Salomon Bausch. Es ist außerdem geplant, ein Archiv für die Öffentlichkeit zugänglich zu machen. Seit vielen Jahren wurden von jeder Aufführung und einigen Proben Video-Aufnahmen gemacht, sie werden seit 2007 im Wesentlichen von den Tänzerinnen Jo Ann Endicott, Barbara Kaufmann und Bénédicte Billiet erschlossen und jede Tanzsequenz einzeln erfasst.
Die Digitalisierung von 7.500 Videobändern und die Errichtung einer Datenbank würde nach Angaben der Stiftung bis 2012 rund 570.000 Euro kosten. Bislang haben sich das Land NRW und die Bundeskulturstiftung dazu bereit erklärt, in den nächsten drei Jahren zusammen 900.000 Euro bereitzustellen. Die Stadt Wuppertal hofft, durch Sponsoren 450.000 Euro aufzubringen. Im Juni 2011 wurde bekannt, dass auch die Dr. Werner Jackstädt-Stiftung in Wuppertal das Archiv finanziell unterstützt. Das Video-Archiv umfasste Anfang 2012 eine Datenmenge von 260 Terabyte.
Salomon Bausch äußerte im Juni 2011, dass auch den Tänzern des Ensembles die Möglichkeit angeboten werden soll, weltweit „ihr Wissen und ihre Erfahrungen zum Beispiel in Workshops weiterzugeben.“ Die Stiftung verstehe sich als Forum, in der „neue Dinge entstehen können.“ Er denke in dieser Hinsicht „eher in Jahrzehnten als in Monaten.“ Bisher wurden 120 VHS-Videobänder aus den 1970er Jahren konserviert und digitalisiert, eine Foto-Dokumentation zu 650 Kostümen von Marion Cito und zu mehreren Bühnenbildern von Peter Pabst erstellt sowie eine Ausstellung über Rolf Borzik und das Tanztheater Pina Bausch erarbeitet.
Gemeinsam mit der Düsseldorfer Kunststiftung NRW bietet die Wuppertaler Pina-Bausch-Stiftung seit 2015 eine Graduiertenförderung für junge Tänzer und Choreographen an. Auf diese Weise soll das Studium an wichtigen Ausbildungsstätten und bei erfahrenen Mentoren für interessierte internationale Studierende erleichtert werden.

## Künstlerische Rezeption
Über mehrere Jahre hinweg bemühte sich der Filmemacher Wim Wenders um einen Dokumentarfilm über Pina Bausch und ihr Ensemble, doch war er sich unschlüssig über eine angemessene Aufnahmetechnik. Erst als er erstmals einen Film in digitaler 3D-Technologie gesehen hatte, wusste er, wie er die Tanzszenen drehen konnte. Mit der neuen Raumerfahrung durch die 3D-Technologie sollen sich die Zuschauer unmittelbar zwischen den Tänzern fühlen. Schließlich gelang es ihm, den Drehbeginn für September 2009 zu vereinbaren. Pina Bausch starb überraschend am 30. Juni 2009, zu ihrem Tode schrieb Wenders ein Abschiedsgedicht. Nach Gesprächen mit dem Ensemble und dessen Zustimmung und Ermutigung setzte Wenders die Dreharbeiten fort. Der Dokumentarfilm trägt den Titel Pina, die vier Stücke Le sacre du printemps, Café Müller, Kontakthof und Vollmond stehen im Zentrum von Wenders’ 3D-Aufnahmen. Der Film feierte am 13. Februar 2011 auf dem Berlinale-Filmfest in Berlin Premiere und kam Ende Februar 2011 in die Kinos. Beim 61. Deutschen Filmpreis wurde er als Bester Dokumentarfilm ausgezeichnet. Die nach Pina Bauschs Tod eingesetzten künstlerischen Leiter des Tanztheaters Dominique Mercy und Robert Sturm äußerten sich sehr dankbar über das Filmprojekt. Die französische Band Indochine widmete Pina Bausch 2013 das Lied Wuppertal.

## Ehrungen
Nachdem 2010 eine Umbenennung des Solinger Hindenburgplatzes in Pina-Bausch-Platz am Widerstand der CDU-Fraktion und am Protest von Bürgern gescheitert war,  wurde nach einem anderen Platz oder Gebäude gesucht, um an Pina Bausch in ihrem Geburtsort zu erinnern. Im Mai 2012 wurde schließlich eine Straße in einem Neubaugebiet nach der Künstlerin benannt, die Straße liegt von ihrem Geburtshaus „keine hundert Meter entfernt“.
Im März 2010 gründete sich in Solingen ein überparteilicher Pina-Bausch-Freundeskreis. Ein Ziel des Vereins ist die Erforschung von Pina Bauschs Biographie in Solingen und die Bezüge in ihren Werken zu Solingen.
Im Dezember 2013 ehrte die Stadt Wuppertal die Künstlerin mit der Umbenennung der Städtischen Gesamtschule Wuppertal-Vohwinkel in Pina-Bausch-Gesamtschule.
Die Stadt Wuppertal benannte 2015 das Wuppertaler Schauspielhaus in Pina-Bausch-Zentrum um. Das 2013 aus Kostengründen geschlossene Schauspielhaus soll ab 2019 bis 2022 saniert werden. Bund, Land und Kommune teilen sich die Kosten in Höhe von 58 Millionen €. Ein Anbau auf dem Gelände des Parkplatzes soll als Standort für das Wuppertaler Tanztheater, als Produktionszentrum für Gast-Ensembles, für das Bürgerforum Wupperbogen und als Veranstaltungsort der Pina Bausch Foundation mit Archiv dienen.
Vom 4. März bis 24. Juli 2016 zeigte die Kunst- und Ausstellungshalle der Bundesrepublik Deutschland in Bonn die Ausstellung Pina Bausch und das Tanztheater. Jeden Tag waren Tänzer vor Ort und haben den Besuchern in Workshops die Möglichkeit zum Einüben der „Nelkenlinie“ gegeben.
Zum Wintersemester 2022/2023 hat die Folkwang Universität der Künste eine neue interdisziplinäre Pina Bausch Gastprofessur eingerichtet. Erste Inhaberin der Professur war die Performancekünstlerin Marina Abramović. Laurie Anderson trat die Professur 2024 nach einer Kontroverse um israelkritische Positionen nicht an.

## Werke ab 1973
| - 1973: Fritz (UA: 5. Januar 1974) Iphigenie auf Tauris (UA: 21. April 1974) - 1974: Zwei Krawatten Ich bring dich um die Ecke und Adagio – Fünf Lieder von Gustav Mahler - 1975: Orpheus und Eurydike Frühlingsopfer - 1976: Die sieben Todsünden (Libretto: Bertolt Brecht; Musik: Kurt Weill; Ballett mit Pantomime, Tanz und Gesang (Sopran und Männerquartett); Inhalt: Parabel über die Verlogenheit kleinbürgerlicher Doppelmoral; Musikstil: Spätromantik und Jazz; Genre: Parodie und Musical) - 1977: Blaubart – Beim Anhören einer Tonbandaufnahme von Béla Bartóks Oper „Herzog Blaubarts Burg“ Komm tanz mit mir Renate wandert aus - 1978: Er nimmt sie an der Hand und führt sie in sein Schloss, die anderen folgen Café Müller Kontakthof - 1979: Arien Keuschheitslegende - 1980: 1980 – Ein Stück von Pina Bausch Bandoneon - 1982: Walzer Nelken - 1984: Auf dem Gebirge hat man ein Geschrei gehört - 1985: Two Cigarettes in the Dark - 1986: Viktor | - 1987: Ahnen - 1989: Palermo Palermo - 1991: Tanzabend II - 1993: Das Stück mit dem Schiff - 1994: Ein Trauerspiel - 1995: Danzón - 1996: Nur Du - 1997: Der Fensterputzer - 1998: Masurca Fogo - 1999: O Dido - 2000: Wiesenland Kontakthof – Mit Damen und Herren ab 65 - 2001: Água - 2002: Für die Kinder von gestern, heute und morgen - 2003: Nefés - 2004: Ten Chi - 2005: Rough Cut - 2006: Vollmond - 2007: Bamboo Blues - 2008: Sweet Mambo Kontakthof – Mit Teenagern ab 14 - 2009: … como el musguito en la piedra, ay si, si, si … (… wie das Moos auf dem Stein …) |

## Auszeichnungen (Auszug)
- 1958: Folkwang-Leistungspreis
- 1972: Förderpreis des Landes Nordrhein-Westfalen
- 1978: Eduard-von-der-Heydt-Preis der Stadt Wuppertal
- 1980: El Círculo de Críticos de Arte, Premio de la Crítica 1980 – Danza, Spanien
- 1982: Premio Simba 1982 per il Teatro, Accademia Simba,  Italien
- 1983: Premio UBU 1982/83 Miglior Spettacolo Straniero,  Italien
- 1984: Deutscher Kritikerpreis für Tanz vom Verband der Deutschen Kritiker in der Akademie der Künste, Berlin
- 1984: New York Dance and Performance Award (Bessie Award), USA
- 1986: Bundesverdienstkreuz I. Klasse
- 1987: Preis der Dance Critics Society,  Japan
- 1990: Premio UBU, Italien
- 1990: Staatspreis des Landes Nordrhein-Westfalen
- 1991: Großer Kulturpreis der Sparkassen-Kulturstiftung Rheinland
- 1991: Prix SACD, Frankreich
- 1991: Commandeur de l’Ordre des Arts et des Lettres, Frankreich
- 1991: „Una Vita per la Danza“, Italien
- 1993: Picasso – Medaille der UNESCO
- 1994: Cruz da Ordem de Sant'Iago da Espada, Portugal
- 1995: Joana-Maria-Gorvin-Preis
- 1995: Deutscher Tanzpreis des Deutschen Berufsverbandes für Tanzpädagogik e. V.
- 1996: Orden Pour le mérite für Wissenschaften und Künste, Deutschland
- 1997: Theaterpreis Berlin
- 1997: Großes Verdienstkreuz mit Stern des Verdienstordens der Bundesrepublik Deutschland
- 1997: Ehrenring der Stadt Wuppertal
- 1998: Bambi
- 1999: Europäischer Theaterpreis
- 1999: Samuel-H.-Scripps American Dance Festival Award, USA
- 1999: Praemium Imperiale für Theater und Film, verliehen von der Japan Art Association
- 1999: Ehrendoktorwürde (laurea honoris causa) der Universität Bologna im Bereich der Bildenden Kunst, Musik und des Theaters
- 2000: Lifetime Achievement Award des Theaterfestivals von Istanbul (Türkei)
- 2000: Award of The International Society of Performing Arts
- 2001: Hansischer Goethe-Preis der Alfred-Toepfer-Stiftung
- 2002: Bessie Award, USA
- 2003: Ritter der französischen Ehrenlegion
- 2004: Komturkreuz des Verdienstordens der Italienischen Republik
- 2004: Nijinsky-Preis als beste Choreografin 2004, Monaco
- 2005: Goldene Schwebebahn
- 2005: „Goldene Maske“ für das beste ausländische Gastspiel 2004, Russland.
- 2005: Stadtmarketingpreis des Jahres – Wuppertaler Wirtschaftspreis
- 2006: London: am 26. Februar Laurence Olivier Award 2006 in der Kategorie „Outstanding Achievement in Dance“ („Herausragende Leistungen im Tanz“). für ihre in London gespielten Vorstellungen Nelken und Palermo Palermo
- 2007: Orden al Mérito Artístico y Cultural Pablo Neruda [70]
- 2007: Kyoto-Preis für ihr Lebenswerk [71]
- 2007: Goldener Löwe der Biennale von Venedig für ihr Lebenswerk [72]
- 2008: Goethepreis der Stadt Frankfurt
- 2008: Ehrenbürgerin der Stadt Wuppertal [73]
- 2008: Musikpreis der Stadt Duisburg [74]
- 2008: Mittlerer Orden der Aufgehenden Sonne am Band (Japan)[75][76]
- 2009: Theaterpreis Faust des Deutschen Bühnenvereins, posthum für ihr Lebenswerk [77]
- 2009: Mitglied der American Academy of Arts and Sciences
- 2015: Am 1. Juli gab die Deutsche Post zum 75. Geburtstag von Pina Bausch eine Sondermarke im Wert von 85 Cent heraus.[78] Der Sonderstempel trug die Inschrift: „Mich interessiert nicht, wie die Menschen sich bewegen, sondern was sie bewegt.“[79]